# Charles-Hilaire Piet de Beaurepaire
Pour les articles homonymes, voir Piet et Beaurepaire.
Charles-Hilaire Piet de Beaurepaire (dates inconnues) est un premier commis des Bâtiments du roi ayant exercé de 1683 à 1691, sous la direction de François Michel Le Tellier de Louvois. Conseiller du surintendant et envoyé occasionnel sur les chantiers de Versailles ou de Chambord, Piet de Baurepaire avait à sa charge : les plans, les devis, les marchés ainsi que la surveillance de la fourniture des matériaux et de la main d’œuvre.